# Liste der Grade-I-Bauwerke in Suffolk
| Lage von Suffolk in England                                                                          |
| Gliederung von Suffolk                                                                               |
| 1. Ipswich 2. Suffolk Coastal 3. Waveney 4. Mid Suffolk 5. Babergh 6. St Edmundsbury 7. Forest Heath |

Die Liste der Grade-I-Bauwerke in Suffolk verzeichnet die als Grade I eingestuften Bauwerke, die in der Grafschaft Suffolk liegen.
Von den rund 373.000 Listed Buildings in England sind etwa 9000, also rund 2,4 %, als Grade I eingestuft. Davon befinden sich etwa 399 im County Suffolk.

## Babergh
1. 26, Market Place, Lavenham, Babergh, CO10
2. 27 and 28, Market Place, Lavenham, Babergh, CO10
3. 62–66, High Street, Hadleigh, Babergh, IP7
4. 67 and 68, Water Street, Lavenham, Babergh, CO10
5. 7–9, Water Street, Lavenham, Babergh, CO10
6. Abbas Hall, Great Cornard, Babergh, CO10
7. Alston Court, Nayland-with-Wissington, Babergh, CO6
8. Ancient Houses, Kersey, Babergh, IP7
9. Ancient Houses, Kersey, Babergh, IP7
10. Brent Eleigh Hall, Brent Eleigh, Babergh, CO10
11. Chapel of St James, Lindsey, Babergh, IP7
12. Chapel of St Stephen, Bures St. Mary, Babergh, CO8
13. Church of All Saints, Acton, Babergh, CO10
14. Church of All Saints, Boxted, Babergh, IP29
15. Church of All Saints, Chelsworth, Babergh, IP7
16. Church of All Saints, Hartest, Babergh, IP29
17. Church of All Saints, Hitcham, Babergh, IP7
18. Church of All Saints, Lawshall, Babergh, IP29
19. Church of All Saints, Little Cornard, Babergh, CO10
20. Church of All Saints, Sudbury, Babergh, CO10
21. Church of Saint Peter and Saint Paul, Lavenham, Babergh, CO10
22. Church of St Andrew, Great Cornard, Babergh, CO10
23. Church of St Bartholomew, Groton, Babergh, CO10
24. Church of St Edmund, Assington, Babergh, CO10
25. Church of St George, Shimpling, Babergh, IP29
26. Church of St Gregory, Sudbury, Babergh, CO10
27. Church of St James, Nayland-with-Wissington, Babergh, CO6
28. Church of St Lawrence, Great Waldingfield, Babergh, CO10
29. Church of St Lawrence, Little Waldingfield, Babergh, CO10
30. Church of St Lawrence, Formerly Church of All Saints, Wenham Parva, Babergh, CO7
31. Church of St Margaret, Somerton, Babergh, IP29
32. Church of St Margaret, Whatfield, Babergh, IP7
33. Church of St Mary, Aldham, Babergh, IP7
34. Church of St Mary, Arwarton, Babergh, IP9
35. Church of St Mary, Boxford, Babergh, CO10
36. Church of St Mary, Burstall, Babergh, IP8
37. Church of St Mary, Chilton, Babergh, CO10
38. Church of St Mary, East Bergholt, Babergh, CO7
39. Church of St Mary, Glemsford, Babergh, CO10
40. Church of St Mary, Hadleigh, Babergh, IP7
41. Church of St Mary, Kersey, Babergh, IP7
42. Church of St Mary, Kettlebaston, Babergh, IP7
43. Church of St Mary, Nedging-with-Naughton, Babergh, IP7
44. Church of St Mary, Nedging-with-Naughton, Babergh, IP7
45. Church of St Mary, Polstead, Babergh, CO6
46. Church of St Mary, Preston St. Mary, Babergh, CO10
47. Church of St Mary, Stoke-by-Nayland, Babergh, CO6
48. Church of St Mary, Stratford St. Mary, Babergh, CO7
49. Church of St Mary Magdalene, Bildeston, Babergh, IP7
50. Church of St Mary the Virgin, Brent Eleigh, Babergh, CO10
51. Church of St Mary the Virgin, Brettenham, Babergh, IP7
52. Church of St Mary the Virgin, Bures St. Mary, Babergh, CO8
53. Church of St Mary the Virgin, Edwardstone, Babergh, CO10
54. Church of St Mary the Virgin, Thorpe Morieux, Babergh, IP30
55. Church of St Mary Wiston, Nayland-with-Wissington, Babergh, CO6
56. Church of St Peter, Cockfield, Babergh, IP30
57. Church of St Peter, Elmsett, Babergh, IP7
58. Church of St Peter, Lindsey, Babergh, IP7
59. Church of St Peter, Milden, Babergh, IP7
60. Church of St Peter, Monks Eleigh, Babergh, IP7
61. Church of St Peter, Sudbury, Babergh, CO10
62. Church of St Peter and St Paul, Alpheton, Babergh, CO10
63. Church of the Holy Trinity, Long Melford, Babergh, CO10
64. Deanery Tower, Hadleigh, Babergh, IP7
65. Flatford Mill, East Bergholt, Babergh, CO7
66. Gainsborough’s House, Sudbury, Babergh, CO10
67. Gifford’s Hall, Wickhambrook, St. Edmundsbury, CB8
68. Giffords Hall, Stoke-by-Nayland, Babergh, CO6
69. Guildhall, Hadleigh, Babergh, IP7
70. Hintlesham Hall, Hintlesham, Babergh, IP8
71. Kentwell Hall Including Detached Building to the West, Brick Revetment of Moat and 2 Bridges over Moat, Long Melford, Babergh, CO10
72. Little Wenham Castle, Wenham Parva, Babergh, CO7
73. Melford Hall, Long Melford, Babergh, CO10
74. Millers House and Cottage, East Bergholt, Babergh, CO7
75. Molet House, Lavenham, Babergh, CO10
76. Oxford Cottage, Lavenham, Babergh, CO10
77. Salter’s Hall, Sudbury, Babergh, CO10
78. Shilling Old Grange, Lavenham, Babergh, CO10
79. Swan Hotel, Lavenham, Babergh, CO10
80. The Chantry, Sudbury, Babergh, CO10
81. The Guildhall, Lavenham, Babergh, CO10
82. The Old Grammar School, Lavenham, Babergh, CO10
83. The Priory, Lavenham, Babergh, CO10
84. Trinity Hospital trinity Hospital, Long Melford, Babergh, CO10
85. Tudor Shops, Lavenham, Babergh, CO10
86. Valley Farmhouse, East Bergholt, Babergh, CO7
87. Willy Lotts Cottage, East Bergholt, Babergh, CO7
88. Woolverstone Hall, Woolverstone, Babergh, IP9

## Forest Heath
1. Church of All Saints, Gazeley, Forest Heath, CB8
2. Church of All Saints, Icklingham, Forest Heath, IP28
3. Church of All Saints, Worlington, Forest Heath, IP28
4. Church of St Martin, Exning, Forest Heath, CB8
5. Church of St Mary, Dalham, Forest Heath, CB8
6. Church of St Mary, Lakenheath, Forest Heath, IP27
7. Church of St Mary, Mildenhall, Forest Heath, IP28
8. Church of St Mary, Santon Downham, Forest Heath, IP27
9. Church of St Mary, Tuddenham, Forest Heath, IP28
10. Church of St Peter, Moulton, Forest Heath, CB8
11. Church of St Peter, Brandon, Forest Heath, IP27
12. Cross-Base 2 Metres North West of Church of St Mary, Santon Downham, Forest Heath, IP27

## Ipswich
1. 2, St Peter’s Street, Ipswich, IP1
2. Christchurch Mansion, Ipswich, IP4
3. Church of St Margaret, Ipswich, IP4
4. Church of St Mary at Stoke, Ipswich, IP2
5. Gateway to Wolsey’s College of St Mary, Ipswich, IP4
6. Including Warehouses to Rear (The Saleroom, the Crossway and Warehouse to South Fronting Wherry Quay), Ipswich, IP4
7. Pykenham, Ipswich, IP1
8. Pykenham’s Gateway and Brick Boundary Wall, Ipswich, IP1
9. The Ancient House, Ipswich, IP1
10. The Willis Building, Ipswich, IP1
11. Unitarian Chapel, Ipswich, IP1

## Mid Suffolk
1. Chapel of St Nicholas, Gipping, Mid Suffolk, IP14
2. Choppins Hill House, Coddenham, Mid Suffolk, IP6
3. Church of All Saints, Ashbocking, Mid Suffolk, IP6
4. Church of All Saints, Mendham, Mid Suffolk, IP20
5. Church of All Saints, Wetheringsett-cum-Brockford, Mid Suffolk, IP14
6. Church of All Saints, Great Ashfield, Mid Suffolk, IP31
7. Church of All Saints’, Laxfield, Mid Suffolk, IP13# Church of St Andrew, Cotton, Mid Suffolk, IP14
8. Church of St Andrew, Mickfield, Mid Suffolk, IP14
9. Church of St Andrew, Tostock, Mid Suffolk, IP30
10. Church of St Andrew, Wickham Skeith, Mid Suffolk, IP23
11. Church of St Andrew, Wingfield, Mid Suffolk, IP21
12. Church of St Augustine, Harleston, Mid Suffolk, IP14
13. Church of St Bartholomew, Finningham, Mid Suffolk, IP14
14. Church of St Catherine, Ringshall, Mid Suffolk, IP14
15. Church of St Ethelbert, Hessett, Mid Suffolk, IP30
16. Church of St Ethelbert, Tannington, Mid Suffolk, IP13
17. Church of St George, Stowlangtoft, Mid Suffolk, IP31
18. Church of St George, Wyverstone, Mid Suffolk, IP14
19. Church of St Gregory, Hemingstone, Mid Suffolk, IP6
20. Church of St John the Baptist, Metfield, Mid Suffolk, IP20
21. Church of St John the Baptist, Needham Market, Mid Suffolk, IP6
22. Church of St Lawrence, Brundish, Mid Suffolk, IP13
23. Church of St Margaret, Thrandeston, Mid Suffolk, IP21
24. Church of St Margaret, Westhorpe, Mid Suffolk, IP14
25. Church of St Mary, Badley, Mid Suffolk, IP6
26. Church of St Mary, Bedingfield, Mid Suffolk, IP23
27. Church of St Mary, Coddenham, Mid Suffolk, IP6
28. Church of St Mary, Debenham, Mid Suffolk, IP14
29. Church of St Mary, Flowton, Mid Suffolk, IP8
30. Church of St Mary, Framsden, Mid Suffolk, IP14
31. Church of St Mary, Gedding, Mid Suffolk, IP30
32. Church of St Mary, Gislingham, Mid Suffolk, IP23
33. Church of St Mary, Helmingham, Mid Suffolk, IP14
34. Church of St Mary, Little Blakenham, Mid Suffolk, IP8
35. Church of St Mary, Mendlesham, Mid Suffolk, IP14
36. Church of St Mary, Nettlestead, Mid Suffolk, IP8
37. Church of St Mary, Offton, Mid Suffolk, IP8
38. Church of St Mary, Old Newton with Dagworth, Mid Suffolk, IP14
39. Church of St Mary, Rickinghall Inferior, Mid Suffolk, IP22
40. Church of St Mary, Rickinghall Superior, Mid Suffolk, IP22
41. Church of St Mary, Somersham, Mid Suffolk, IP8
42. Church of St Mary, Stonham Parva, Mid Suffolk, IP14
43. Church of St Mary, Thornham Parva, Mid Suffolk, IP23
44. Church of St Mary, Walsham-le-Willows, Mid Suffolk, IP31
45. Church of St Mary, Wilby, Mid Suffolk, IP21
46. Church of St Mary, Worlingworth, Mid Suffolk, IP13
47. Church of St Mary, Yaxley, Mid Suffolk, IP23
48. Church of St Mary, Bacton, Mid Suffolk, IP14
49. Church of St Mary, Badwell Ash, Mid Suffolk, IP31
50. Church of St Mary, Barham, Mid Suffolk, IP6
51. Church of St Mary, Battisford, Mid Suffolk, IP14
52. Church of St Mary, Buxhall, Mid Suffolk, IP14
53. Church of St Mary, Great Blakenham, Mid Suffolk, IP6
54. Church of St Mary, Woolpit, Mid Suffolk, IP30
55. Church of St Mary, Combs, Mid Suffolk, IP14
56. Church of St Mary, Barking, Mid Suffolk, IP6
57. Church of St Mary and St Lawrence, Great Bricett, Mid Suffolk, IP7
58. Church of St Mary Magdalen, Mendham, Mid Suffolk, IP20
59. Church of St Mary the Virgin, Bramford, Mid Suffolk, IP8
60. Church of St Mary the Virgin, Stonham Earl, Mid Suffolk, IP14
61. Church of St Mary the Virgin, Wortham, Mid Suffolk, IP22
62. Church of St Mary the Virgin, Wetherden, Mid Suffolk, IP14
63. Church of St Mary the Virgin, Haughley, Mid Suffolk, IP14
64. Church of St Nicholas, Bedfield, Mid Suffolk, IP13
65. Church of St Nicholas, Rattlesden, Mid Suffolk, IP30
66. Church of St Peter, Creeting St. Peter, Mid Suffolk, IP6
67. Church of St Peter, Henley, Mid Suffolk, IP6
68. Church of St Peter, Monk Soham, Mid Suffolk, IP13
69. Church of St Peter, Claydon, Mid Suffolk, IP6
70. Church of St Peter and Paul, Hoxne, Mid Suffolk, IP21
71. Church of St Peter and St Mary, Stowmarket, Mid Suffolk, IP14
72. Church of St Peter and St Paul, Eye, Mid Suffolk, IP23
73. Church of St Peter and St Paul, Fressingfield, Mid Suffolk, IP21
74. Church of St. Peter, Palgrave, Mid Suffolk, IP22
75. Church of the Blessed Virgin Mary, Stonham Aspal, Mid Suffolk, IP14
76. Eye Castle, Eye, Mid Suffolk, IP23
77. Framsden Hall, Framsden, Mid Suffolk, IP14
78. Great Bricett Hall, Great Bricett, Mid Suffolk, IP7
79. Haughley Park and Attached Garden Walls on Three Sides, Haughley, Mid Suffolk, IP14
80. Helmingham Hall, Helmingham, Mid Suffolk, IP14
81. Hemingstone Hall and Attached Garden Walls on the South West Side, Hemingstone, Mid Suffolk, IP6
82. Post Mill 120m North of Mill Cottage, Drinkstone, Mid Suffolk, IP30
83. Stable 80 Metres North of Church Farmhouse, Fressingfield, Mid Suffolk, IP21
84. The Guildhall, Eye, Mid Suffolk, IP23
85. The Woodlands, Brundish, Mid Suffolk, IP13
86. Wingfield Castle, Wingfield, Mid Suffolk, IP21

## St Edmundsbury
1. 81, Guildhall Street, Bury St. Edmunds, St. Edmundsbury, IP33
2. 9, 10 and 11, Northgate Street, Bury St. Edmunds, St. Edmundsbury, IP33
3. Abbey Gate and Gatehouse, Bury St. Edmunds, St. Edmundsbury, IP33
4. Abbots Bridge and Adjoining East Precinct Wall, Bury St. Edmunds, St. Edmundsbury, IP33
5. All Saints Church, Hawstead, St. Edmundsbury, IP29
6. All Saints’ Church, Chevington, St. Edmundsbury, IP29
7. Alwyne House and Alwyne Cottage, Bury St. Edmunds, St. Edmundsbury, IP33
8. Athenaeum and Attached Railings, Bury St. Edmunds, St. Edmundsbury, IP33
9. Brockley Hall, Brockley, St. Edmundsbury, IP29
10. Cathedral Church of St James, Bury St. Edmunds, St. Edmundsbury, IP33
11. Chapel to Clare Priory, Clare, St. Edmundsbury, CO10
12. Church of All Saints, Barrow, St. Edmundsbury, IP29
13. Church of All Saints, Honington, St. Edmundsbury, IP31
14. Church of All Saints, Hopton, St. Edmundsbury, IP22
15. Church of All Saints, Ixworth Thorpe, St. Edmundsbury, IP31
16. Church of All Saints, Little Bradley, St. Edmundsbury, CB9
17. Church of All Saints, Stansfield, St. Edmundsbury, CO10
18. Church of All Saints, Wordwell, St. Edmundsbury, IP28
19. Church of All Saints, Fornham All Saints, St. Edmundsbury, IP28
20. Church of All Saints, Wickhambrook, St. Edmundsbury, CB8
21. Church of Ss Peter and Paul, Bardwell, St. Edmundsbury, IP31
22. Church of St Andrew, Barningham, St. Edmundsbury, IP31
23. Church of St Andrew, Sapiston, St. Edmundsbury, IP31
24. Church of St Genevieve, Euston, St. Edmundsbury, IP24
25. Church of St Giles, Risby, St. Edmundsbury, IP28
26. Church of St John Lateran, Hengrave, St. Edmundsbury, IP28
27. Church of St John the Baptist, Stoke-by-Clare, St. Edmundsbury, CO10
28. Church of St Margaret, Cowlinge, St. Edmundsbury, CB8
29. Church of St Margaret, Stradishall, St. Edmundsbury, CB8
30. Church of St Mary, Coney Weston, St. Edmundsbury, IP31
31. Church of St Mary, Cavendish, St. Edmundsbury, CO10
32. Church of St Mary, Hawkedon, St. Edmundsbury, IP29
33. Church of St Mary, Ixworth, St. Edmundsbury, IP31
34. Church of St Mary, Pakenham, St. Edmundsbury, IP31
35. Church of St Mary, Rushbrooke with Rougham, St. Edmundsbury, IP30
36. Church of St Mary, Troston, St. Edmundsbury, IP31
37. Church of St Mary and Attached Wall and Railings, Bury St. Edmunds, St. Edmundsbury, IP33
38. Church of St Mary Magdalene, Little Whelnetham, St. Edmundsbury, IP30
39. Church of St Nicholas, Denston, St. Edmundsbury, CB8
40. Church of St Nicholas, Rushbrooke with Rougham, St. Edmundsbury, IP30
41. Church of St Nicholas, Thelnetham, St. Edmundsbury, IP22
42. Church of St Nicholas, The Saxhams, St. Edmundsbury, IP29
43. Church of St Peter, Ampton, St. Edmundsbury, IP31
44. Church of St Peter, Fakenham Magna, St. Edmundsbury, IP24
45. Church of St Peter, Great Livermere, St. Edmundsbury, IP31
46. Church of St Peter, Ousden, St. Edmundsbury, CB8
47. Church of St Peter and St Paul, Kedington, St. Edmundsbury, CB9
48. Church of St Thomas a Becket, Great Whelnetham, St. Edmundsbury, IP30
49. Church of the Holy Innocents, Great Barton, St. Edmundsbury, IP31
50. Clare Priory, Clare, St. Edmundsbury, CO10
51. Cliftons, Clare, St. Edmundsbury, CO10
52. Coldham Hall, Bradfield Combust with Stanningfield, St. Edmundsbury, IP29
53. Cupola House, Bury St. Edmunds, St. Edmundsbury, IP33
54. Hengrave Hall, Hengrave, St. Edmundsbury, IP28
55. Ickworth House, Ickworth, St. Edmundsbury, IP29
56. Ixworth Abbey, Ixworth, St. Edmundsbury, IP31
57. Manor House, Bury St. Edmunds, St. Edmundsbury, IP33
58. Market Cross, Bury St. Edmunds, St. Edmundsbury, IP33
59. Moyses Hall, Bury St. Edmunds, St. Edmundsbury, IP33
60. Nethergate Hotel, Clare, St. Edmundsbury, CO10
61. Norman Tower, Bury St. Edmunds, St. Edmundsbury, IP33
62. North Wall of Great Court of the Abbey, Bury St. Edmunds, St. Edmundsbury, IP33
63. Northgate House, Bury St. Edmunds, St. Edmundsbury, IP33
64. Numbers 1, 1a, 2 and 3 West Front and Sampsons Tower, Bury St. Edmunds, St. Edmundsbury, IP33
65. Parish Church of Ss Peter and Paul, Clare, St. Edmundsbury, CO10
66. Precinct Wall of Former Vineyard Along North Side of Kevelaer Way, Bury St. Edmunds, St. Edmundsbury, IP33
67. Precinct Wall on South to East of Shire Hall (Shire Hall Not Included), Bury St. Edmunds, St. Edmundsbury, IP33
68. Precinct Wall to North precinct Wall to North of the Former Abbey of St Edmund, Bury St. Edmunds, St. Edmundsbury, IP33
69. Precinct Wall to North of the Abbey Gate, Bury St. Edmunds, St. Edmundsbury, IP33
70. Precinct Wall to South of the Abbey Gate, Bury St. Edmunds, St. Edmundsbury, IP33
71. Provosts House and Number 4 Churchyard (Clopton Cottage), Bury St. Edmunds, St. Edmundsbury, IP33
72. Purton Green Farmhouse, Stansfield, St. Edmundsbury, CO10
73. Ruins of Abbey Church of St Edmund, Bury St. Edmunds, St. Edmundsbury, IP33
74. Ruins of Abbey Dovecote and Part of Wall, Bury St. Edmunds, St. Edmundsbury, IP33
75. Ruins of Chapel of the Charnel, Bury St. Edmunds, St. Edmundsbury, IP33
76. Ruins of Hall of Pleas and South Wall of Great Court, Bury St. Edmunds, St. Edmundsbury, IP33
77. Ruins to East and North of Abbey Church, Bury St. Edmunds, St. Edmundsbury, IP33
78. Ruins to the North of the Cloister, Bury St. Edmunds, St. Edmundsbury, IP33
79. St Georges’s Church, Bradfield St. George, St. Edmundsbury, IP30
80. St Nicholas’s Church, Bradfield Combust with Stanningfield, St. Edmundsbury, IP29
81. St Saviours Hospital, Bury St. Edmunds, St. Edmundsbury, IP32
82. Swans Hall, Hawkedon, St. Edmundsbury, IP29
83. The Ancient House, Clare, St. Edmundsbury, CO10
84. The Guildhall and Attached Railings, Bury St. Edmunds, St. Edmundsbury, IP33
85. The Iron Bridge at Culford School, Culford, St. Edmundsbury, IP28
86. Theatre Royal, Bury St. Edmunds, St. Edmundsbury, IP33
87. Thurston End Hall, Hawkedon, St. Edmundsbury, IP29
88. Unitarian Chapel, Bury St. Edmunds, St. Edmundsbury, IP33
89. Wall to East of Former Abbey Vineyard, Bury St. Edmunds, St. Edmundsbury, IP33
90. West Stow Hall, West Stow, St. Edmundsbury, IP28

## Suffolk Coastal
1. Blyth Turrets, Ubbeston, Suffolk Coastal, IP19
2. Butley Abbey and Priory Gate House, Butley, Suffolk Coastal, IP12
3. Church of All Saints, Brandeston, Suffolk Coastal, IP13
4. Church of All Saints, Darsham, Suffolk Coastal, IP17
5. Church of All Saints, Easton, Suffolk Coastal, IP13
6. Church of All Saints, Eyke, Suffolk Coastal, IP12
7. Church of All Saints, Great Glemham, Suffolk Coastal, IP17
8. Church of All Saints, Hacheston, Suffolk Coastal, IP13
9. Church of All Saints, Saxtead, Suffolk Coastal, IP13
10. Church of St Andrew, Kettleburgh, Suffolk Coastal, IP13
11. Church of St Andrew, Little Glemham, Suffolk Coastal, IP13
12. Church of St Andrew, Marlesford, Suffolk Coastal, IP13
13. Church of St Edmund, Bromeswell, Suffolk Coastal, IP12
14. Church of St Gregory the Great, Rendlesham, Suffolk Coastal, IP12
15. Church of St John the Baptist, Badingham, Suffolk Coastal, IP13
16. Church of St John the Baptist, Wantisden, Suffolk Coastal, IP12
17. Church of St Margaret, Linstead Parva, Suffolk Coastal, IP19
18. Church of St Margaret, Heveningham, Suffolk Coastal, IP19
19. Church of St Martin, Tuddenham St. Martin, Suffolk Coastal, IP6
20. Church of St Mary, Chediston, Suffolk Coastal, IP19
21. Church of St Mary, Cratfield, Suffolk Coastal, IP19
22. Church of St Mary, Dennington, Suffolk Coastal, IP13
23. Church of St Mary, Earl Soham, Suffolk Coastal, IP13
24. Church of St Mary, Grundisburgh, Suffolk Coastal, IP13
25. Church of St Mary, Letheringham, Suffolk Coastal, IP13
26. Church of St Mary, Huntingfield, Suffolk Coastal, IP19
27. Church of St Mary, Newbourne, Suffolk Coastal, IP12
28. Church of St Mary, Parham, Suffolk Coastal, IP13
29. Church of St Mary, Witnesham, Suffolk Coastal, IP6
30. Church of St Mary, Woodbridge, Suffolk Coastal, IP12
31. Church of St Mary, Ufford, Suffolk Coastal, IP13
32. Church of St Mary and St Peter, Kelsale cum Carlton, Suffolk Coastal, IP17
33. Church of St Mary Magdalene, Westerfield, Suffolk Coastal, IP6
34. Church of St Michael, Cookley, Suffolk Coastal, IP19
35. Church of St Michael the Archangel, Framlingham, Suffolk Coastal, IP13
36. Church of St Peter, Bruisyard, Suffolk Coastal, IP17
37. Church of St Peter, Charsfield, Suffolk Coastal, IP13
38. Church of St Peter, Levington, Suffolk Coastal, IP10
39. Church of St Peter, Sibton, Suffolk Coastal, IP17
40. Church of St Peter, Theberton, Suffolk Coastal, IP16
41. Church of St Peter, Wenhaston with Mells Hamlet, Suffolk Coastal, IP19
42. Cockfield Hall, Yoxford, Suffolk Coastal, IP17
43. Framlingham Castle and Red House, Framlingham, Suffolk Coastal, IP13
44. Heveningham Hall, Heveningham, Suffolk Coastal, IP19
45. Heveningham Hall Orangery, Heveningham, Suffolk Coastal, IP19
46. Holy Trinity Church, Blythburgh, Suffolk Coastal, IP19
47. Landguard Fort, Felixstowe, Suffolk Coastal, IP11
48. Little Glemham Hall, Little Glemham, Suffolk Coastal, IP13
49. Moot Hall, Aldeburgh, Suffolk Coastal, IP15
50. Orford Castle, Orford, Suffolk Coastal, IP12
51. Otley Hall, Otley, Suffolk Coastal, IP6
52. Poor House to Framlingham Castle, Framlingham, Suffolk Coastal, IP13
53. St Andrew’s Church, Walberswick, Suffolk Coastal, IP18
54. St Andrews Church, Bramfield, Suffolk Coastal, IP19
55. St Bartholomews Church, Orford, Suffolk Coastal, IP12
56. St Mary’s Abbey, Leiston, Suffolk Coastal, IP16
57. St Peter’s Church, Thorington, Suffolk Coastal, IP19
58. The Old Bell and Steelyard Inn, Woodbridge, Suffolk Coastal, IP12
59. The Shire Hall and Corn Exchange, Woodbridge, Suffolk Coastal, IP12
60. Tide Mill, Woodbridge, Suffolk Coastal, IP12
61. Tower of St Andrews Church, Bramfield, Suffolk Coastal, IP19

## Waveney
1. Bungay Castle, Bungay, Waveney, NR35
2. Butter Cross, Bungay, Waveney, NR35
3. Church of All Saints, All Saints and St. Nicholas, South Elmham, Waveney, IP19
4. Church of All Saints, Blyford, Waveney, IP19
5. Church of All Saints, Ellough, Waveney, NR34
6. Church of All Saints, Frostenden, Waveney, NR34
7. Church of All Saints, Mettingham, Waveney, NR35
8. Church of Holy Trinity, Bungay, Waveney, NR35
9. Church of Holy Trinity, Gisleham, Waveney, NR33
10. Church of St Andrew, Covehithe, Waveney, NR34
11. Church of St Andrew, Mutford, Waveney, NR34
12. Church of St Andrew, St. Andrew, Ilketshall, Waveney, NR34
13. Church of St Andrew, Westhall, Waveney, IP19
14. Church of St Andrew, Wissett, Waveney, IP19
15. Church of St Botolph, North Cove, Waveney, NR34
16. Church of St Edmund, Kessingland, Waveney, NR33
17. Church of St Edmund, Southwold, Waveney, IP18
18. Church of St George, St. Cross, South Elmham, Waveney, IP20
19. Church of St James, St. James, South Elmham, Waveney, IP19
20. Church of St John the Baptist, Shadingfield, Waveney, NR34
21. Church of St Lawrence, South Cove, Waveney, NR34
22. Church of St Margaret, St. Margaret, Ilketshall, Waveney, NR35
23. Church of St Margaret, St. Margaret, South Elmham, Waveney, IP20
24. Church of St Margaret, Somerleyton, Ashby and Herringfleet, Waveney, NR32
25. Church of St Margaret, Sotterley, Waveney, NR34
26. Church of St Margaret, Lowestoft, Waveney, NR32
27. Church of St Mary, Blundeston, Waveney, NR32
28. Church of St Mary, Henstead with Hulver Street, Waveney, NR34
29. Church of St Mary, Somerleyton, Ashby and Herringfleet, Waveney, NR32
30. Church of St Mary, Uggeshall, Waveney, NR34
31. Church of St Mary (Including Ruins of Benedictine Convent), Bungay, Waveney, NR35
32. Church of St Michael, Beccles, Waveney, NR34
33. Church of St Michael, St. Michael, South Elmham, Waveney, NR35
34. Church of St Michael, Oulton, Waveney, NR32
35. Church of St Michael and All Angels, Rushmere, Waveney, NR33
36. Church of St Michael and St Felix, Rumburgh, Waveney, IP19
37. Church of St Nicholas, Wrentham, Waveney, NR34
38. Church of St Peter, Brampton with Stoven, Waveney, NR34
39. Church of St Peter, Redisham, Waveney, NR34
40. Church of St Peter, Weston, Waveney, NR34
41. Church of St Peter and St Paul, Wangford with Henham, Waveney, NR34
42. Detached Tower of Church of St Michael, Beccles, Waveney, NR34
43. Holy Trinity Church, Barsham, Waveney, NR34
44. Leman House, Beccles, Waveney, NR34
45. Roos Hall, Beccles, Waveney, NR34
46. Sotterley Hall, Sotterley, Waveney, NR34
47. South Elmham Hall, St. Cross, South Elmham, Waveney, IP20
48. St Peter’s House, Beccles, Waveney, NR34
49. Waveney House, Beccles, Waveney, NR34
50. Worlingham Hall, Worlingham, Waveney, NR34